# Asantorga tuberculata
Asantorga tuberculata är en insektsart som beskrevs av Melichar 1915. Asantorga tuberculata ingår i släktet Asantorga och familjen Lophopidae. Inga underarter finns listade i Catalogue of Life.